# Wyrostek kolczysty

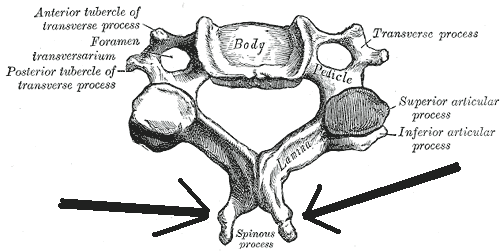
Kręg szyjny człowieka. Wyrostek kolczysty zaznaczony strzałkami.

Wyrostek kolczysty (łac. processus spinosus) – duży nieparzysty wyrostek spotykany na kręgu.